# Mistrovství Evropy v basketbalu žen 2023
39. mistrovství Evropy v basketbalu žen se konalo ve dnech 15.–25. června 2023 ve Slovinsku a Izraeli. Turnaje se účastnilo 16 týmů rozdělených do čtyř čtyřčlenných skupin. Vítězem se stala Belgie, byla to jejich první výhra v historii mistrovství Evropy.

## Pořadatelská města
Zápasy se konaly ve dvou sportovních halách – Arena Stožice (kapacita 12 480) v Lublani a Menora Mivtachim Arena (kapacita 10 383) v Tel Avivu. 
V Tel Avivu hrály skupiny A a B. V Lublani hrály C a D, a také se tam konalo čtvrtfinále, semifinále a finále.

## Týmy
- Belgie
- Černá Hora
- Česko
- Francie
- Itálie
- Izrael
- Lotyšsko
- Maďarsko
- Německo
- Řecko
- Slovensko
- Slovinsko
- Spojené království
- Srbsko
- Španělsko
- Turecko

## Základní skupiny

### Skupina A
| Poř. | Tým        | Z | V | P | VB  | OB  | +/- | B | Výsledek                  |
| ---- | ---------- | - | - | - | --- | --- | --- | - | ------------------------- |
| 1.   | Španělsko  | 3 | 2 | 1 | 217 | 184 | +33 | 5 | postup do čtvrtfinále     |
| 2.   | Černá Hora | 3 | 2 | 1 | 192 | 205 | -13 | 5 | kvalifikace o čtvrtfinále |
| 3.   | Řecko      | 3 | 1 | 2 | 202 | 215 | -13 | 4 | kvalifikace o čtvrtfinále |
| 4.   | Lotyšsko   | 3 | 1 | 2 | 190 | 197 | -7  | 4 | vyřazení                  |

| 15. června 2023 12:15 | Report | Černá Hora                                      | 74 – 69 | Řecko |  | Drive in Arena, Tel Aviv Počet diváků: 100 Rozhodčí: Wojciech Liszka (POL), Ventsislav Velikov (BUL), Mihkel Männiste (EST) |
| 15. června 2023 12:15 | Report | Skóre po čtvrtinách: 18–23, 23–11, 19–15, 14–20 |         |       |  | Drive in Arena, Tel Aviv Počet diváků: 100 Rozhodčí: Wojciech Liszka (POL), Ventsislav Velikov (BUL), Mihkel Männiste (EST) |

| 15. června 2023 21:00 | Report | Lotyšsko                                        | 67 – 63 | Španělsko |  | Drive in Arena, Tel Aviv Počet diváků: 100 Rozhodčí: Gizella Györgyi (ROU), Marek Kúkelčík (SVK), Siniša Prpa (SRB) |
| 15. června 2023 21:00 | Report | Skóre po čtvrtinách: 17–15, 20–13, 18–19, 12–16 |         |           |  | Drive in Arena, Tel Aviv Počet diváků: 100 Rozhodčí: Gizella Györgyi (ROU), Marek Kúkelčík (SVK), Siniša Prpa (SRB) |

| 16. června 2023 18:15 | Report | Řecko                                           | 73 – 65 | Lotyšsko |  | Drive in Arena, Tel Aviv Počet diváků: 49 Rozhodčí: Maj Forsberg (DEN), Michał Proc (POL), Amel Dahra (FRA) |
| 16. června 2023 18:15 | Report | Skóre po čtvrtinách: 13–17, 19–17, 24–13, 17–18 |         |          |  | Drive in Arena, Tel Aviv Počet diváků: 49 Rozhodčí: Maj Forsberg (DEN), Michał Proc (POL), Amel Dahra (FRA) |

| 16. června 2023 20:45 | Report | Španělsko                                      | 78 – 57 | Černá Hora |  | Drive in Arena, Tel Aviv Počet diváků: 49 Rozhodčí: Paulo Marques (POR), Cecília Tóth (HUN), Marek Kúkelčík (SVK) |
| 16. června 2023 20:45 | Report | Skóre po čtvrtinách: 19–14, 23–15, 10–22, 26–6 |         |            |  | Drive in Arena, Tel Aviv Počet diváků: 49 Rozhodčí: Paulo Marques (POR), Cecília Tóth (HUN), Marek Kúkelčík (SVK) |

| 18. června 2023 12:15 | Report | Černá Hora                                      | 61 – 58 | Lotyšsko |  | Drive in Arena, Tel Aviv Počet diváků: 50 Rozhodčí: Maj Forsberg (DEN), Kerem Baki (TUR), Mihkel Männiste (EST) |
| 18. června 2023 12:15 | Report | Skóre po čtvrtinách: 12–16, 12–14, 21–10, 16–18 |         |          |  | Drive in Arena, Tel Aviv Počet diváků: 50 Rozhodčí: Maj Forsberg (DEN), Kerem Baki (TUR), Mihkel Männiste (EST) |

| 18. června 2023 20:45 | Report | Španělsko                                      | 76 – 60 | Řecko |  | Drive in Arena, Tel Aviv Počet diváků: 100 Rozhodčí: Viola Györgyi (ROU), Michał Proc (POL), Franko Gracin (CRO) |
| 18. června 2023 20:45 | Report | Skóre po čtvrtinách: 20–18, 15–9, 20–22, 21–11 |         |       |  | Drive in Arena, Tel Aviv Počet diváků: 100 Rozhodčí: Viola Györgyi (ROU), Michał Proc (POL), Franko Gracin (CRO) |

### Skupina B
| Poř. | Tým    | Z | V | P | VB  | OB  | +/-  | B | Výsledek                  |
| ---- | ------ | - | - | - | --- | --- | ---- | - | ------------------------- |
| 1.   | Belgie | 3 | 3 | 0 | 264 | 164 | +100 | 6 | postup do čtvrtfinále     |
| 2.   | Česko  | 3 | 2 | 1 | 163 | 194 | -31  | 5 | kvalifikace o čtvrtfinále |
| 3.   | Itálie | 3 | 1 | 2 | 210 | 201 | +9   | 4 | kvalifikace o čtvrtfinále |
| 4.   | Izrael | 3 | 0 | 3 | 179 | 257 | -78  | 3 | vyřazení                  |

### Skupina C
| Poř. | Tým                | Z | V | P | VB  | OB  | +/- | B | Výsledek                  |
| ---- | ------------------ | - | - | - | --- | --- | --- | - | ------------------------- |
| 1.   | Francie            | 3 | 3 | 0 | 194 | 175 | +19 | 6 | postup do čtvrtfinále     |
| 2.   | Německo            | 3 | 2 | 1 | 178 | 181 | -3  | 5 | kvalifikace o čtvrtfinále |
| 3.   | Spojené království | 3 | 1 | 2 | 194 | 196 | -2  | 4 | kvalifikace o čtvrtfinále |
| 4.   | Slovinsko          | 3 | 0 | 3 | 201 | 215 | -14 | 3 | vyřazení                  |

### Skupina D
| Poř. | Tým       | Z | V | P | VB  | OB  | +/- | B | Výsledek                  |
| ---- | --------- | - | - | - | --- | --- | --- | - | ------------------------- |
| 1.   | Maďarsko  | 3 | 2 | 1 | 238 | 211 | +27 | 5 | postup do čtvrtfinále     |
| 2.   | Srbsko    | 3 | 2 | 1 | 236 | 196 | +40 | 5 | kvalifikace o čtvrtfinále |
| 3.   | Slovensko | 3 | 1 | 2 | 199 | 245 | -46 | 4 | kvalifikace o čtvrtfinále |
| 4.   | Turecko   | 3 | 1 | 2 | 198 | 219 | -21 | 4 | vyřazení                  |

## Konečné pořadí
| Pořadí           | Tým                |
| ---------------- | ------------------ |
| Zlatá medaile    | Belgie             |
| Stříbrná medaile | Španělsko          |
| Bronzová medaile | Francie            |
| 4.               | Maďarsko           |
| 5.               | Srbsko             |
| 6.               | Německo            |
| 7.               | Česko              |
| 8.               | Černá Hora         |
| 9.               | Itálie             |
| 10.              | Spojené království |
| 11.              | Řecko              |
| 12.              | Slovensko          |
| 13.              | Lotyšsko           |
| 14.              | Turecko            |
| 15.              | Slovinsko          |
| 16.              | Izrael             |